# ウィ・アー・ザ・ヴォイド
『ウィ・アー・ザ・ヴォイド』（We Are the Void）は、スウェーデンのメロディックデスメタル・バンド、ダーク・トランキュリティが2010年に発表した9作目のスタジオ・アルバム。

## 背景
2008年8月にベーシストのマイケル・ニクラソンがバンドを脱退し、8月30日にオランダで開催された「ラウド・フロム・ザ・サウス・フェスティヴァル」ではマイケル・ハカンソンが代役を務めた。同年にはディメンション・ゼロやソイルワークのメンバーとして知られるダニエル・アントンソンが正式メンバーとして加入。2009年8月には本作のレコーディングが開始され、アントンソンはベースに加えて、「シャドウ・イン・アワー・ブラッド」や「アット・ザ・ポイント・オブ・イグニション」ではギターも弾いた。
収録曲のうち「ドリーム・オブリヴィオン」は、本作のリリースに先行して、2009年12月19日のモスクワ公演でライヴ初披露となった。

## リリース
通常盤と同時発売されたデラックス・エディション盤には「Star of Nothingness」と「To Where Fires Cannot Feed」がボーナス・トラックとして追加収録され、更に本作のメイキング映像等が収録されたボーナスDVDも付属した。一方、3月10日に発売された日本盤CD(XNTE 00005)では「To Where Fires Cannot Feed」が外され、代わりに「Out of Gravity」が収録された。また、2011年10月に発売されたツアー・エディション盤には5曲のボーナス・トラックが収録され、更にプロモ・ビデオや2010年のライヴ映像を収録したボーナスDVDも付属した。

## 反響・評価
バンドの母国スウェーデンでは2010年3月5日付のアルバム・チャートで初登場9位となり、4週連続でトップ60入りした後、2012年6月22日にも再びチャート入りした。アメリカでは3月9日に発売され、リリース初週に2100枚を売り上げて、『ビルボード』のトップ・ヒートシーカーズで15位、インディペンデント・アルバム・チャートで46位に達した。
Eduardo Rivadaviaはオールミュージックにおいて5点満点中4.5点を付け「1995年の『ザ・ギャラリー』、2000年の『ヘイヴン』と並びダーク・トランキュリティのキャリアのハイライトとなり得る」と評している。

## 収録曲
1. シャドウ・イン・アワー・ブラッド - Shadow in Our Blood – 3:46
  - 作詞：ミカエル・スタンネ／作曲：ニクラス・スンディン
2. ドリーム・オブリヴィオン - Dream Oblivion – 3:50
  - 作詞：ミカエル・スタンネ／作曲：ダニエル・アントンソン、マーティン・ヘンリクソン
3. ザ・フェイタリスト - The Fatalist – 4:33
  - 作詞：ミカエル・スタンネ／作曲：マーティン・ヘンリクソン、アンダース・ジヴァープ
4. イン・マイ・アブセンス - In My Absence – 4:47
  - 作詞：ミカエル・スタンネ／作曲：マーティン・ブランドストローム、マーティン・ヘンリクソン、ニクラス・スンディン
5. ザ・グランデスト・アキュゼイション - The Grandest Accusation – 4:55
  - 作詞：ミカエル・スタンネ／作曲：ニクラス・スンディン、マーティン・ヘンリクソン、マーティン・ブランドストローム、アンダース・ジヴァープ
6. アット・ザ・ポイント・オブ・イグニション - At the Point of Ignition – 3:53
  - 作詞：ミカエル・スタンネ／作曲：ニクラス・スンディン、マーティン・ヘンリクソン
7. ハー・サイレント・ランゲージ - Her Silent Language – 3:33
  - 作詞：ミカエル・スタンネ／作曲：ニクラス・スンディン、アンダース・ジヴァープ、マーティン・ヘンリクソン
8. アルハンゲリスク - Arkhangelsk – 3:56
  - 作詞：ニクラス・スンディン、ミカエル・スタンネ／作曲：ニクラス・スンディン
9. アイ・アム・ザ・ヴォイド - I Am the Void – 3:59
  - 作詞：ミカエル・スタンネ／作曲：ニクラス・スンディン、マーティン・ヘンリクソン、アンダース・ジヴァープ
10. サーフェイス・ジ・インフィニット - Surface the Infinite – 3:50
  - 作詞：ミカエル・スタンネ／作曲：マーティン・ヘンリクソン、アンダース・ジヴァープ、マーティン・ブランドストローム
11. イリジウム - Iridium – 6:43
  - 作詞：ニクラス・スンディン、ミカエル・スタンネ／作曲：ニクラス・スンディン、マーティン・ブランドストローム

### 日本盤ボーナス・トラック
1. スター・オブ・ナッシングネス - Star of Nothingness – 2:12
  - 作曲：ニクラス・スンディン
2. アウト・オブ・グラヴィティ - Out of Gravity – 4:40
  - 作詞：ミカエル・スタンネ／作曲：マーティン・ヘンリクソン、アンダース・ジヴァープ、ニクラス・スンディン

### ツアー・エディション盤ボーナス・トラック
1. Zero Distance - 4:02
  - 作詞：ミカエル・スタンネ／作曲：アンダース・ジヴァープ、マーティン・ヘンリクソン
2. Out of Gravity - 4:40
  - 作詞：ミカエル・スタンネ／作曲：マーティン・ヘンリクソン、アンダース・ジヴァープ、ニクラス・スンディン
3. Star of Nothingness - 2:12
  - 作曲：ニクラス・スンディン
4. To Where Fires Cannot Feed - 3:52
  - 作詞：ミカエル・スタンネ／作曲：ニクラス・スンディン
5. The Bow and the Arrow - 3:55
  - 作詞：ミカエル・スタンネ／作曲：ニクラス・スンディン、アンダース・ジヴァープ、マーティン・ヘンリクソン

### ツアー・エディション盤ボーナスDVD
1. Shadow in Our Blood (Promo Video)
2. Dream Oblivion (Live)
3. The Fatalist (Live)
4. The Grandest Accusation (Video Backdrop)
5. Iridium (Live)
6. Iridium (Promo Video)
7. Zero Distance (Promo Video)

## 参加ミュージシャン
- ミカエル・スタンネ - ボーカル
- マーティン・ヘンリクソン - ギター
- ニクラス・スンディン - ギター
- マーティン・ブランドストローム - キーボード
- ダニエル・アントンソン - ベース(all)、ギター(on #1, #6)
- アンダース・ジヴァープ - ドラムス